# Utricularia limosa
Utricularia limosa är en tätörtsväxtart som beskrevs av Robert Brown. Utricularia limosa ingår i släktet bläddror, och familjen tätörtsväxter. Inga underarter finns listade i Catalogue of Life.